# Nadine Debois
Nadine Debois (* 25. September 1961 in Paris) ist eine ehemalige französische Leichtathletin, die im Mehrkampf antrat.

## Sportliche Karriere
Die 1,73 Meter große Nadien Debois startete für CSM Clamart. Sie gewann bei den französischen Meisterschaften 1987 den Siebenkampf. Hinzu kamen die Hallenmeistertitel über 400 Meter 1986 und im Fünfkampf 1986 und 1987.
Bei den Junioreneuropameisterschaften 1979 in Bydgoszcz stand noch der Fünfkampf auf dem Programm, Nadine Debois belegte den zehnten Platz. 1986 wurde sie im Weitsprung Achte bei den Halleneuropameisterschaften in Madrid. Im Sommer 1986 bei den Europameisterschaften in Stuttgart schied sie im Weitsprung als 13. der Qualifikation aus, nur die besten zwölf Springerinnen durften zum Vorkampf antreten. Im Siebenkampf belegte Debois mit 5956 Punkten den zwölften Rang. 1987 belegte Debois den achten Platz im Weitsprung bei den Halleneuropameisterschaften in Liévin. Im Sommer bei den Weltmeisterschaften in Rom erreichte Debois mit 6139 Punkten den elften Platz im Siebenkampf. Die 4-mal-400-Meter-Staffel mit Nathalie Simon, Nadine Debois, Helene Huart und Fabienne Ficher belegte im Finale den siebten Platz in 3:27,60 Minuten. 1988 bei den Olympischen Spielen in Seoul lief die 4-mal-400-Meter-Staffel mit Fabienne Ficher, Nathalie Simon, Évelyne Élien und Nadine Debois ins Olympiafinale und belegte in 3:29,37 Minuten den siebten Platz.

## Bestleistungen
- 400 Meter: 52,25 Sekunden, 1985
- 800 Meter: 2:01,84 Minuten, 27. September 1987, Talence
- 400 Meter Hürden: 56,54 Sekunden, 13. Juni 1987, Dijon
- Hochsprung: 1,84 Meter, 4. Juli 1987, Arles
- Weitsprung: 6,81 Meter, 8. März 1986, Paris (Halle)
- Siebenkampf: 6333 Punkte, 26./27. April 1986, Clamart